# Ando Rakotoarivelo
Ando Andrianina Rakotoarivelo (ur. 1986) – madagaskarska zapaśniczka walcząca w stylu wolnym. Srebrna medalistka igrzysk Wysp Oceanu Indyjskiego w 2007 i 2023.